# Arunachala
Der Arunachala (auch bekannt unter den Namen Arunagiri, Annamalai) ist ein Berg im indischen Bundesstaat Tamil Nadu, rund 150 Kilometer südwestlich von Chennai. Seine Höhe beträgt 817 m. An seinem Fuße liegt die Stadt Tiruvannamalai. Der Arunachala gehört zu den ältesten indischen Gesteinsformationen und hat einen kahlen Kegel aus rötlichem Vulkangestein.

## Religiöse Bedeutung
Im Hinduismus gilt der Arunachala als heiliger Berg. Seine Bedeutung übersteigt in Südindien noch die des Kailash. Arunachala gilt als Manifestation des Gottes Shiva, während Shiva am Kailash nur wohnen soll. Die Stadt Tiruvannamalai gilt deshalb als Pilgerstadt. Einer Legende nach soll auf diesem Berg Shiva in Form eines feurigen Linga den Göttern Brahma und Vishnu erschienen sein. Auf diese Legende bezieht sich auch der Name des Berges, der als „Hügel des Lichts“ oder „Hügel der Morgenröte“ übersetzt werden kann.
In Erinnerung an das Erscheinen von Shiva auf dem Gipfel als Feuersäule, feiern die Gläubigen in einer Vollmondnacht Ende November/Anfang Dezember, auf dem Gipfel und im Tempel am Fuße des Berges ein großes Fest, das Dipam. Dabei werden große Mengen Öl und Ghi auf den Gipfel getragen und im Moment des Sonnenunter- und des Mondaufgangs ein Feuer entfacht.
Als traditionelles Ritual gilt es, den Berg zu umrunden. Die Sanskrit-Bezeichnung dieser Pilgerreise ist giri pradakshina oder auch giri vallam. Bedeutung der Silben:
pra – vertreibt Sünden
da – lässt Wünsche in Erfüllung gehen
kshi – löscht Karma aus
na – Selbsterkenntnis, Befreiung
giri – Berg
vallam – Umrundung
Die Umrundung wird im Uhrzeigersinn vollzogen. Die Pilger sollen barfuß gehen, frisch gewaschen sein, frische Kleidung tragen und „in einer reinen und meditativen Geisteshaltung“ gehen. Im Süden des Berges liegt ein Shiva-Linga-Heiligtum, das als eines der ältesten in Südindien gilt. Am Abhang des Arunachala ist eine Einsiedelei namens Yelu Sunai („Sieben Quellen“) zu finden.
Der Berg zog den Guru Ramana Maharshi bereits in seinem 17. Lebensjahr (1896) so in seinen Bann, dass er bis Mitte Dezember des Jahres 1922 in verschiedenen Höhlen des Berges und von da an bis zu seinem Tode am 14. April 1950 am Fuße des Berges verbrachte. Sri Ramana Maharshi verehrte Arunachala als höchstes Bewusstsein und verfasste unter anderen Versen fünf Hymnen zu seinen Ehren.

„Arunachala ist ein verborgener heiliger Ort. Er ist immer vergleichsweise wenig bekannt geblieben. Der Berg verleiht Selbsterkenntnis, Jnana, aber die meisten Menschen haben andere, stärkere Begierden und suchen nicht wirklich dieses tiefe Wissen. Oh Arunachala, Du entwurzelst das Ego derjenigen, die an Dich in ihrem Herzen denken.“